# Diospyros blancoi
Espèce
Classification phylogénétique
Statut de conservation UICN

 VU A1cd : Vulnérable
Le Mabolo, Caca de chat ou Butter fruit (anglais), ou de son nom scientifique Diospyros blancoi, est une espèce de plante à fleurs de la famille des Ebenaceae. C'est un arbre originaire de la forêt tropicale humide des Philippines où le mot kamagongse réfère généralement à l'arbre tout entier, et mabolo  à ses seuls fruits.

L'arbre et/ou son fruit sont ailleurs aussi appelés camagon, mabola-tree, mabolo, ma-bo-lo, pecego-de-India, pommier velours / pomme de velours, velvet-apple, velvet persimmon, butter-fruit ou encore Yi se shi ou buah mantega pour les malais, et mambolo ou "caca-chat" à la Réunion.
L'espèce est cultivée, mais souvent à partir de clones. Elle est considérée comme vulnérable et faisant partie des plantes comestibles pouvant figurer sur une liste rouge d'espèces menacées. 
C'est une des espèces qui peut être utilisée pour le reboisement et la régénération de la forêt tropicale avec des espèces aux Philippines.

## Synonymes

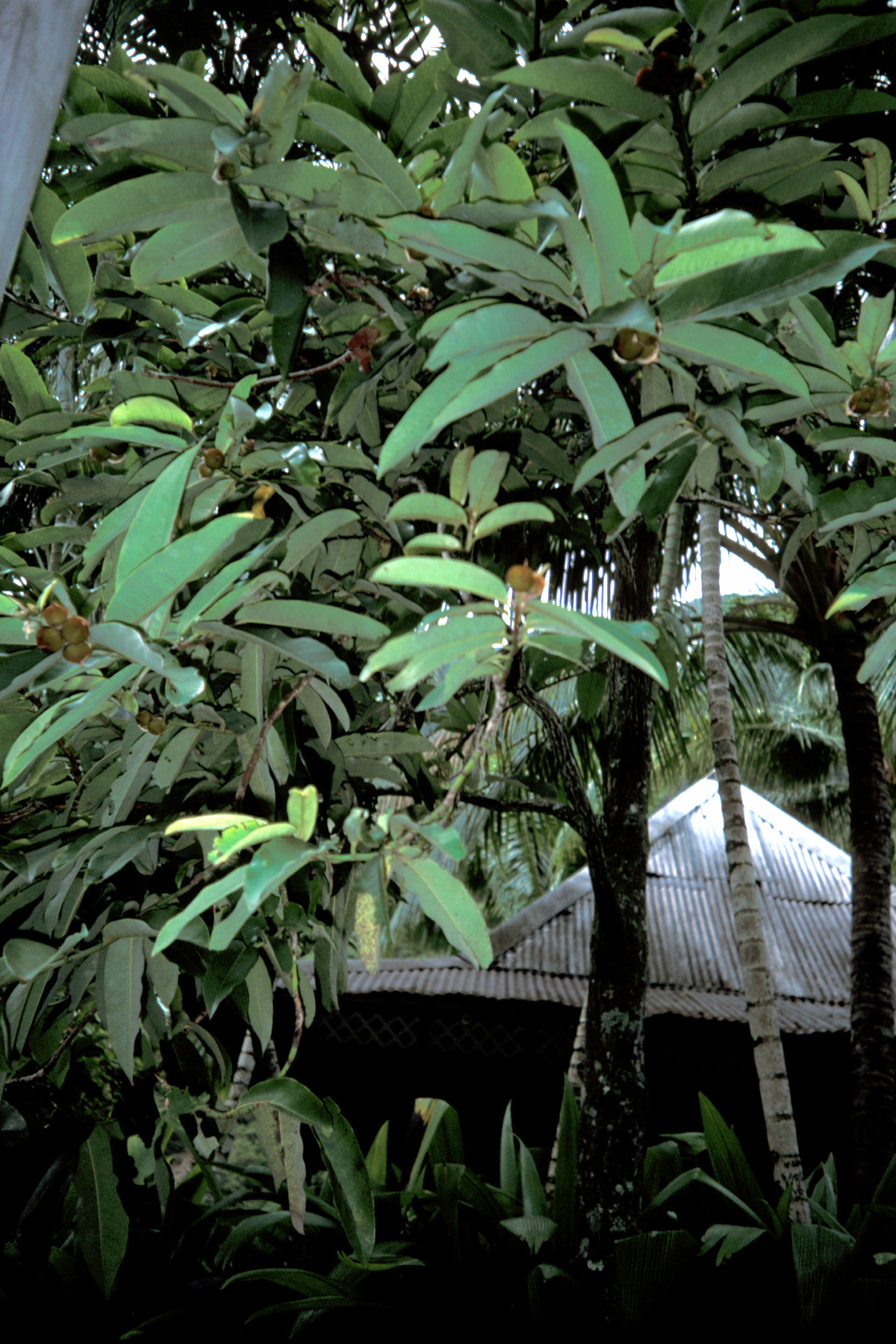
L'arbre

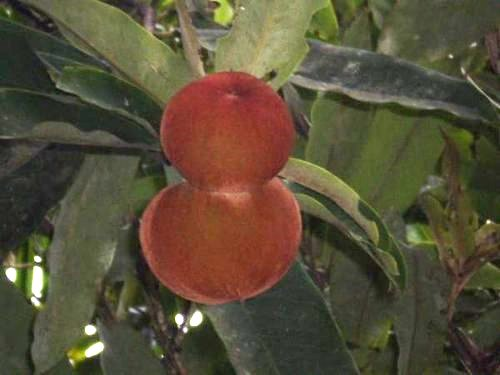
Le fruit dit "Mabolo"

Cet arbre a aussi porté les noms suivant (synonymes désuets)
- Cavanillea philippensis Desr.
- Diospyros discolor Willd. (nom. illeg.)
- Diospyros philippensis (Desr.) Gürke (nom. illeg.)

## Utilisation
Son fruit, le mabolo, est comestible, mais localement jugé d'intérêt discutable en raison de son odeur. Il est couvert d'une peau à texture de velours fin, habituellement brun rougeâtre. Le fruit est doux, crémeux à consistance de beurre, à chair rose, avec un goût comparable à un fromage à la crème de fruits (l'odeur du fruit lui-même est cependant désagréable, comparable à du fromage pourri ou à des excréments de chats ; Il est d'ailleurs appelé "Caca de chat" à la Réunion.)
Aux philippines, il était aussi planté comme arbre produisant de l'ombre dans les villages et jardins (Morton 1987:418–419 cité par Blench).
il a été introduit à Java et en Malaisie, probablement au XIXe siècle.

## Culture
Cet arbre tropical est adapté à une diversité de contextes biogéographiques, du niveau de la mer à 800 mètres d'altitude, à condition que les températures lui conviennent et que la pluviométrie soit bien répartie dans l'année. Il a ainsi été planté pour ses fruits en Amérique centrale (Panama par exemple).
Des plants sont habituellement plantés à 10 ou 15 mètres les uns des autres, mais il peut être planté à partir de 8 à 10 mètres de distance inter-pieds.
Les arbres issus de graines commencent à produire de fruits après 6 ou 7 ans. Les arbres issus de bouturage produisent dès 3 ou 4 ans, mais pourraient être plus susceptibles d'être malades ou parasités (par la mouche de la mangue (Diptera: Tephritidae) en Micronésie par exemple, en raison du manque de diversité génétique des populations plantées.
Les techniques de greffes ont été améliorées chez les Diospyros (des expériences ont montré qu'une irrigation modérée 2 jours avant la greffe et 5 jours après la greffe améliorent la prise de greffe. Les porte-greffes de 6 ans ont un taux de survie moindre que ceux de 3 ans), mais la généralisation de la greffe peut également contribuer à une perte de diversité génétique.

C'est un arbre très productif mais qui ne produit que durant 2 mois (à Puerto Rico il produit par exemple d'août à octobre). Mais les monocultures peuvent favoriser des attaques de parasites et des maladies, qui ont justifié que cette espèce fasse l'objet de quarantaines en cas d'introduction dans certains pays dont les États-Unis.
À Cebu, aux Philippines, il y a un Barangay (niveau administratif) qui porte son nom.

## Biochimie
Les substances volatiles du fruit de Diospyros blancoi, à l'odeur intrigante, contiennent au moins 67 composés, des esters essentiellement (pour 88,6 % du total des produits volatils). Le composant le plus présent est le butanoate de méthyle ou butyrate de méthyle (32,9 %), devant le butanoate d'éthyle (10,7 %), le butanoate de butyle (10,2 %) et le butanoate de benzyle (10,0 %). Quatre des esters détectés étaient des composés sulfurés,.

## Intérêt médicinal
En laboratoire, des extraits ont démontré un effet anti-inflammatoire et de réduction de la bronchite allergique asthmatiforme (chez une souche de souris asthmatiques utilisées comme modèle de laboratoire), avec dans ce cas une administration orale de 20 ou 40 mg/kg DBE durant 3 jours.
L'extrait (à l'acétate d'éthyle) de feuilles séchées à l'air de Diospyros blancoi contient deux molécules (squalènes) qui ont en laboratoire montré des effets intéressants : la première (palmitoleate de β-amyrine) a des propriétés analgésiques et anti-inflammatoires importantes, et la seconde, l'isoarborinol méthyl éther a une activité antimicrobienne (contre Escherichia coli, Pseudomonas aeruginosa, Candida albicans, Staphylococcus aureus et Trichophyton mentagrophytes), mais non contre Bacillus subtilis et Aspergillus niger.
Par ailleurs, la graine est considérée comme aphrodisiaque dans la pharmacopée locale du Bangladesh.

## Écologie
Cette espèce qui est en régression dans son milieu à la suite de la déforestation, peut avoir un comportement invasif là où elle a été introduite (à la Réunion par exemple où il est l'une des 318 espèces de ligneux introduits (dont 132 sont considérés comme s'étant naturalisés, et 26 comme très invasifs).

## Espèces proches (en forêt tropicale des Philippines)
- Diospyros nitida Merr[2].
- Diospyros curranii Merr[2].
- Diospyros multibracteata Merr[2].
- Diospyros pilosanthera Blco[2].
- Diospyros pyrrhocarpa Miq[2].

## Galerie d'illustrations

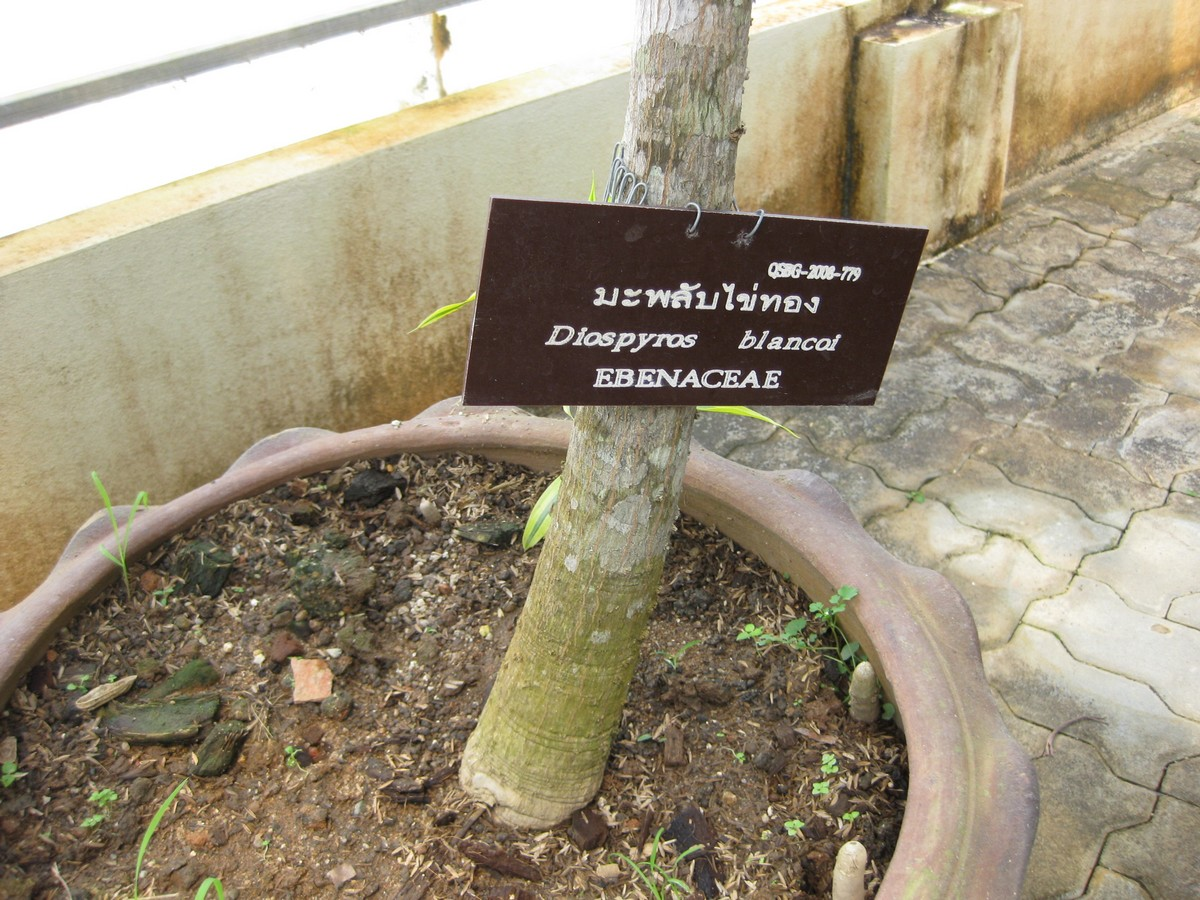
Panneau signalétique, Jardin botanique de la reine Sirikit, Thaïlande
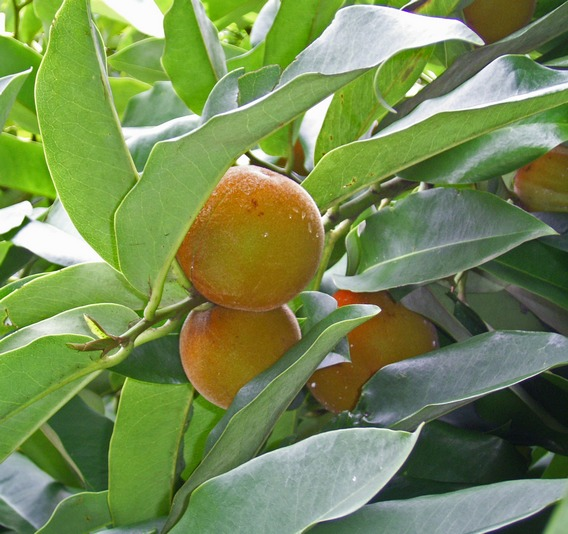
Fruit en maturation
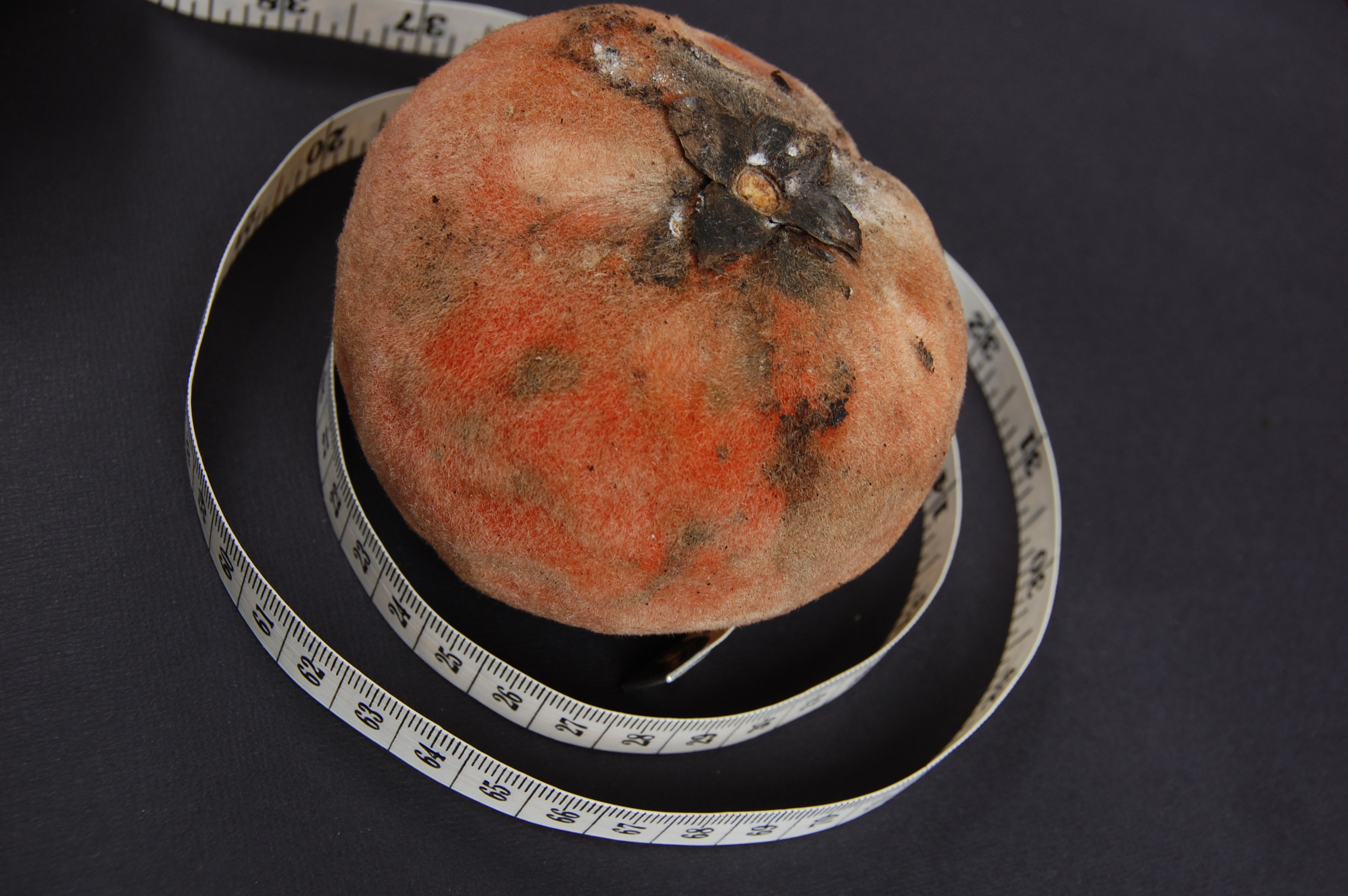
Fruit mur
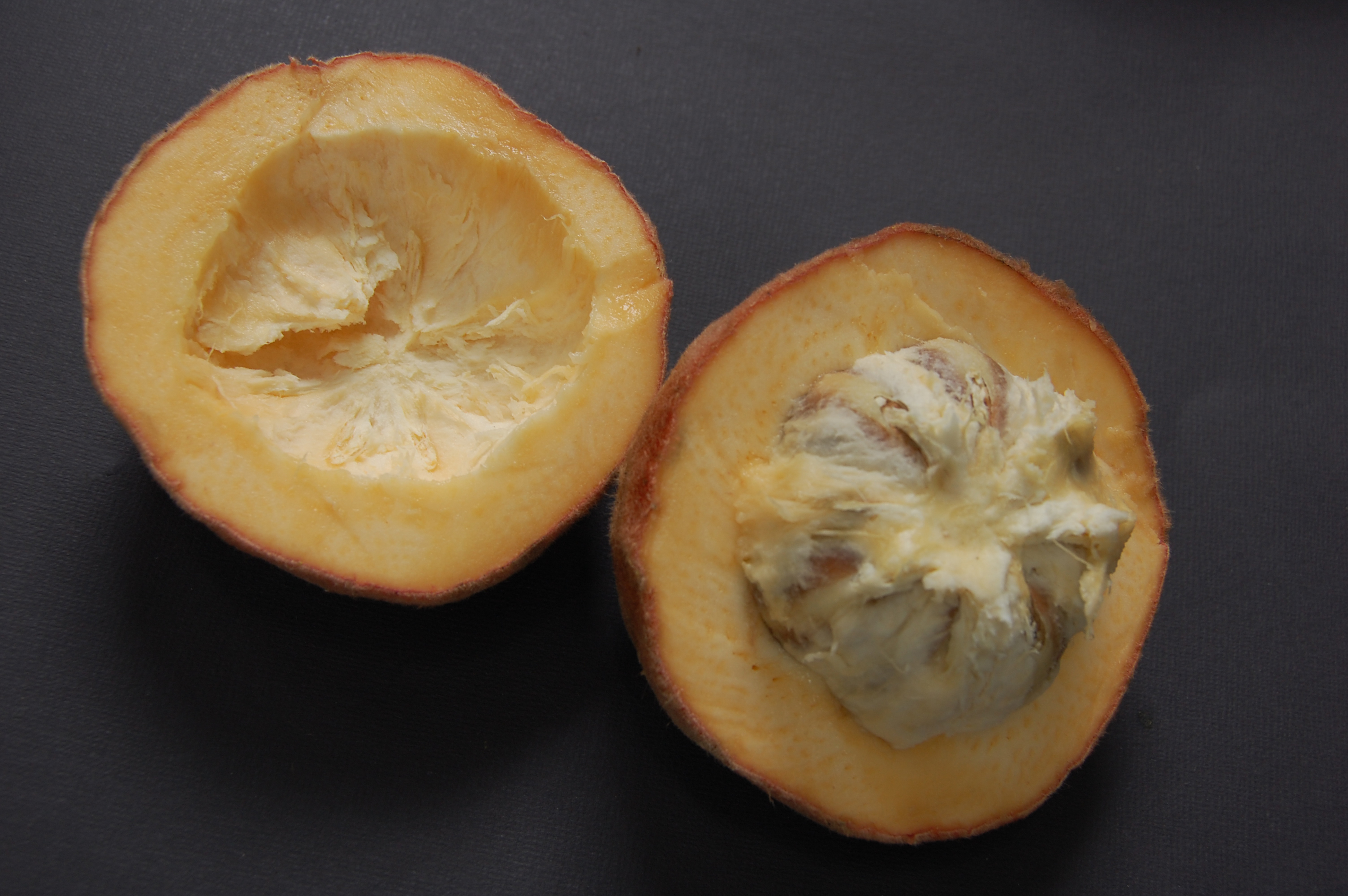
Fruit mur, coupé
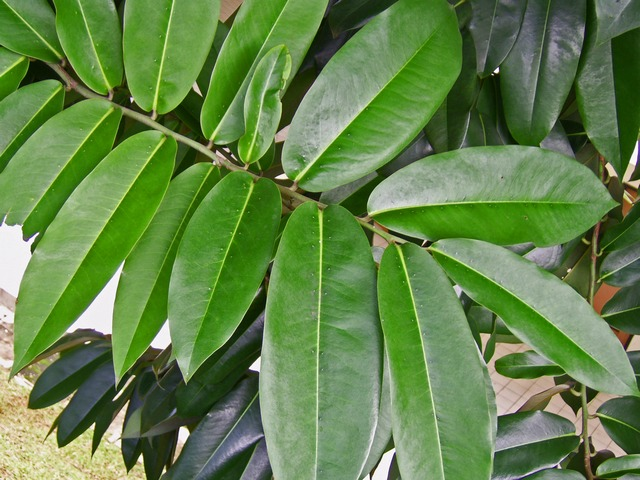
Feuillage
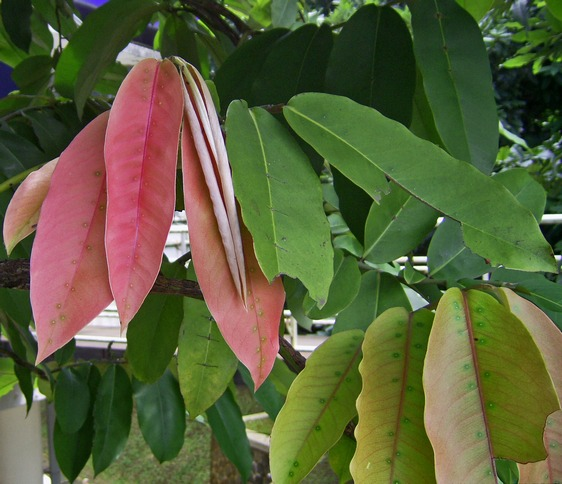
Feuillage